# Stara Baška

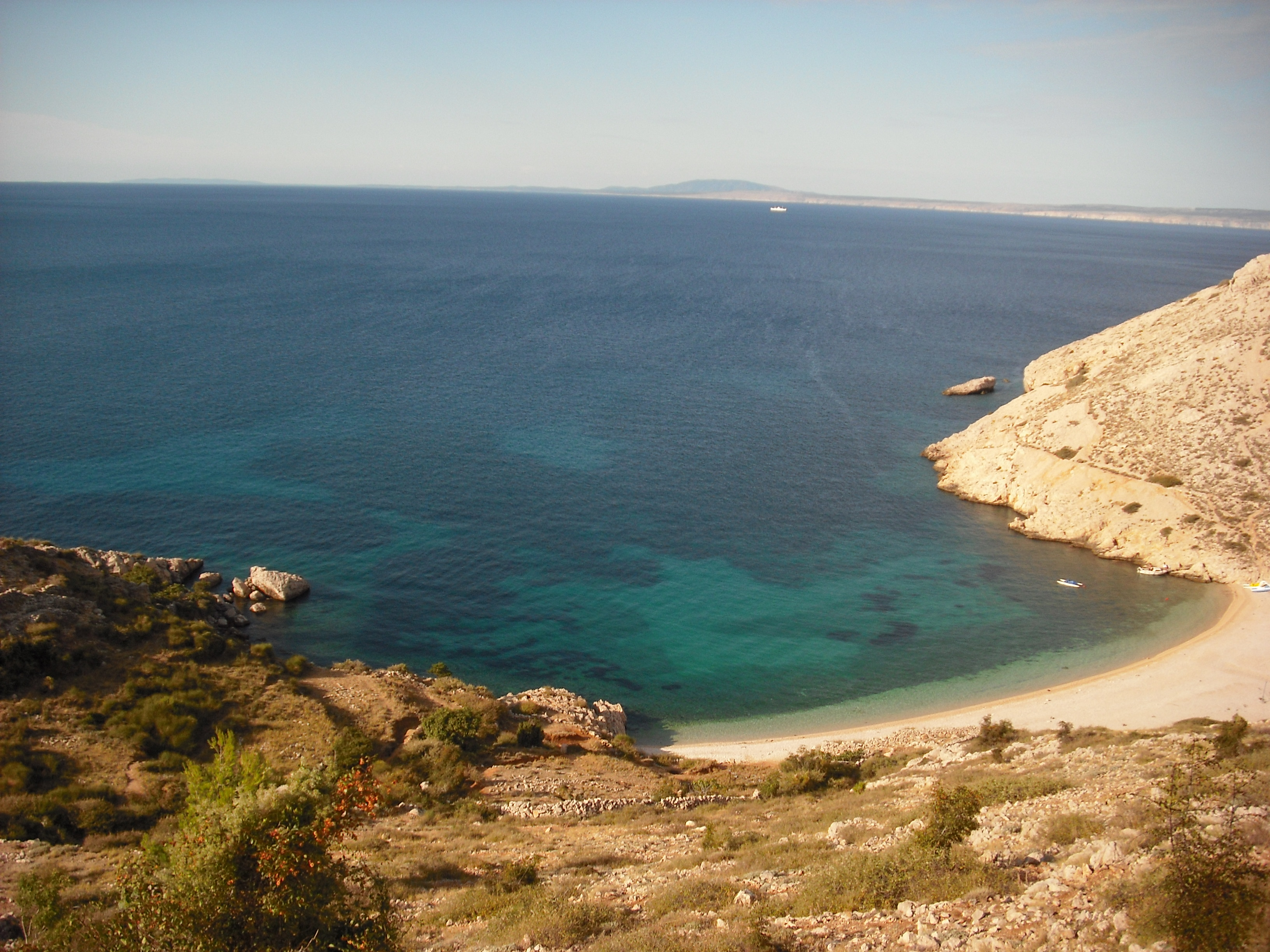
Pláž Oprna

Stara Baška (italsky Besca Vecchia) je vesnice a přímořské letovisko v Chorvatsku v Přímořsko-gorskokotarské župě. Nachází se na ostrově Krk u stejnojmenné zátoky a je součástí opčiny Punat. V roce 2011 zde žilo celkem 113 obyvatel.
Jedinou sousední vesnicí je Punat. Stara Baška se nachází na konci slepé župní silnice Ž5125. Nachází se zde několik zátok, jako například Zala, Surbova, Petehova, Črnikova, Dumboka, Zaglav, Oprna a Slip. Naproti Staré Bašce se nachází ostrůvek Galun. Jihovýchodně od Staré Bašky se nachází zřícenina kostela sv. Jeronýma, severozápadně pak kemp Škrila. V samotné Staré Bašce je malý přístav, několik apartmánů, pláží, restaurací a obchod.